# Bembidion submaculatum
Bembidion submaculatum är en skalbaggsart som beskrevs av Bates. Bembidion submaculatum ingår i släktet Bembidion och familjen jordlöpare. Inga underarter finns listade i Catalogue of Life.